# رومانو برودي
رومانو برودي (بالإيطالية: Romano Prodi)‏ سياسي إيطالي (9 أغسطس 1939-) تولى رئاسة الحكومة في إيطاليا مرتين:
- من 17 مايو 1996 إلى 21 أكتوبر 1998.
- من 17 مايو 2006 إلى 8 مايو 2008.

تلقى تعليمه في الجامعة الكاثوليكية بميلانو ثم أصبح طالبا – باحثا في كلية لندن للاقتصاد. صار في ما بعد بروفسورا في الاقتصاد والسياسة الصناعية بجامعة بولونيا وأستاذا زائرا بجامعة هارفارد الأميركية.
عمل وزيرا للصناعة في حكومة جوليو أندريوتي في العامين بين 1978 و1979 ثم عمل بين 1982 و1989 رئيسا لمجلس إدارة «معهد إعادة البناء الصناعي» الحكومي. ترك منصبه عام 1990 ليدرس في جامعة بولونيا ثم عاد إلى منصب رئيس مجلس إدارة «معهد إعادة البناء الصناعي» عام 1994.
في 6 أبريل 1996 أصبح أول رئيس وزراء يساري في تاريخ إيطاليا بعد فوزه في الانتخابات مع تجمع تحالف شجرة الزيتون بفارق ضئيل. سقطت حكومته عام 1998 بسبب سحب أحد أحزاب ائتلافه ثقتها في الحكومة.
في مارس 1999 انتخب رئيسا للهيئة التنفيذية الاتحاد الأوروبي خلفا لجاك سانتير الذي استقال في خضم فضيحة فساد.
عاد برودي إلى السلطة سنة 2006 عندما تحصل ائتلافه على 49.8% من الأصوات المخصصة لمجلس النواب مقابل 49.73% لتحالف اليمين. وبذلك يفوز ائتلاف برودي بـ340 مقعدا من أصل 630 مقعدا في حين حصل تحالف اليمين على 277 مقعدا. وقد تقدم ائتلاف برودي على تحالف برلسكوني بنحو 25224 صوتا فقط.
في بداية 2008 خسر رومانو برودي تصويتا برلمانيا بالثقة على حكومته في مجلس الشيوخ وأقدم الرئيس الإيطالي جورجيو نابوليتانو على حل البرلمان وتم الإعلان عن إجراء انتخابات مبكرة في شهر أفريل من سنة 2008.

## مصدر
1. ↑   https://racef.es/es/academicos/correspondiente-extranjero/excmo-sr-dr-d-romano-prodi. {{استشهاد ويب}}: |url= بحاجة لعنوان (مساعدة) والوسيط |title= غير موجود أو فارغ (من ويكي بيانات) (مساعدة)
2. 1 2  أرشيف الفنون الجميلة، QID:Q10855166
3. ↑  "Čaputová udelila vyznamenanie bývalému talianskemu premiérovi Prodimu" (بالسلوفاكية). 21. apríla 2022. Retrieved 22 أبريل 2022. {{استشهاد ويب}}: تحقق من التاريخ في: |publication-date= (help)
4. ↑   https://www.prezident.sk/page/vyznamenania/. اطلع عليه بتاريخ 2022-05-09. {{استشهاد ويب}}: |url= بحاجة لعنوان (مساعدة) والوسيط |title= غير موجود أو فارغ (من ويكي بيانات) (مساعدة)
5. ↑   http://www.premioletterarioviareggiorepaci.it/premi/vincitori/2-Premio%20Internazionale%20Viareggio-Versilia. {{استشهاد ويب}}: |url= بحاجة لعنوان (مساعدة) والوسيط |title= غير موجود أو فارغ (من ويكي بيانات) (مساعدة)
6. ↑   https://www.upc.edu/ca/la-upc/honoris-causa. {{استشهاد ويب}}: |url= بحاجة لعنوان (مساعدة) والوسيط |title= غير موجود أو فارغ (من ويكي بيانات) (مساعدة)
7. ↑  "Honorary Doctorates" (بالإنجليزية). Moscow State Institute of International Relations. Archived from the original on 2019-06-29. Retrieved 2019-06-29.
8. 1 2 3 4  رومانو برودي.. وجه اليسار الإيطالي جريدة الشرق الأوسط نسخة محفوظة 22 أبريل 2006 على موقع واي باك مشين.

## روابط خارجية
- رومانو برودي على موقع IMDb (الإنجليزية)
- رومانو برودي على موقع الموسوعة البريطانية (الإنجليزية)
- رومانو برودي على موقع مونزينجر (الألمانية)
- رومانو برودي على موقع إن إن دي بي (الإنجليزية)